# Sid Meier’s SimGolf
Sid Meier’s SimGolf — компьютерная игра-симулятор про игру в гольф, созданная студией Firaxis Games, и выпущенная в 2002 году для Microsoft Windows. Главным разработчиком игры является Сид Мейер, который сотрудничал с Уилл Райтом, создателем The Sims и перенял некоторые элементы интерфейса у его игры. В результате меню управления в SimGolf практически идентично меню в The Sims.

## Геймплей
В игре есть возможность обустраивать пустой ландшафт, чтобы на его месте построить огромную гольф-площадку. В начале игрок должен выбрать страну, где он будет создавать свою гольф-империю, это может быть пустыня, или даже тропики. Также игроку выдаются денежные средства, на которые он может обустраивать ландшафт площадкой для гольфа, деревьями, кустами, декорациями и зданиями, в которых будут обслуживаться прихожане, чем лучше гольф-площадка, тем больше удовлетворены посетители, которые будут приносить хорошие доходы. Если же у игрока не останется денег, то игра заканчивается. За парком также необходим уход, для этого надо нанимать садовников. Главная цель игрока заключается в том, чтобы сделать прихожан счастливыми, в качестве наград, игрок получает возможность разместить в своём парке взлётно посадочную полосу, тематические парки, церкви и теннисный корт, где посетители смогут дополнительно развлечься. В собственно-созданном парке можно также самим играть в гольф, за что можно получить дополнительные деньги, если выигрываешь соревнование.

## Критика
| Сводный рейтинг       | Сводный рейтинг |
| Агрегатор             | Оценка          |
| --------------------- | --------------- |
| GameRankings          | 81,71 %         |
| Русскоязычные издания |                 |
| Издание               | Оценка          |
| «Страна игр»          | 8,0/10          |

Критики журнала IGM похвалили игру, назвал её геймплей невероятно захватывающим и интересным. Здесь игрок может в полной мере реализовать свою фантазию и обустроить парк на свой вкус и лад. С другой стороны необходимо постоянно следить за бюджетом, чтобы он не уходил в минус, для ленивых игроков в игре есть лёгкий режим, однако он делает игру более скучной. Критик журнала gamespot Эндю Парк отметил, что хотя от совместной работы таких гигантов как Сид Мейер и Уилл Райт ожидаешь невероятно сложную и продвинутую стратегическую игру, а на деле SimGolf оказалась очень простой и доставляющей удовольствие, которая понравится даже тем, кто никогда не играл в гольф.